# Archegosaurus
Archegosaurus decheni
Genre
Espèce
Archegosaurus est un genre éteint d'amphibiens temnospondyles qui vécut de l'Assélien au Wuchiapingien, étages du Permien, il y a de 299 à 254 millions d'années. 

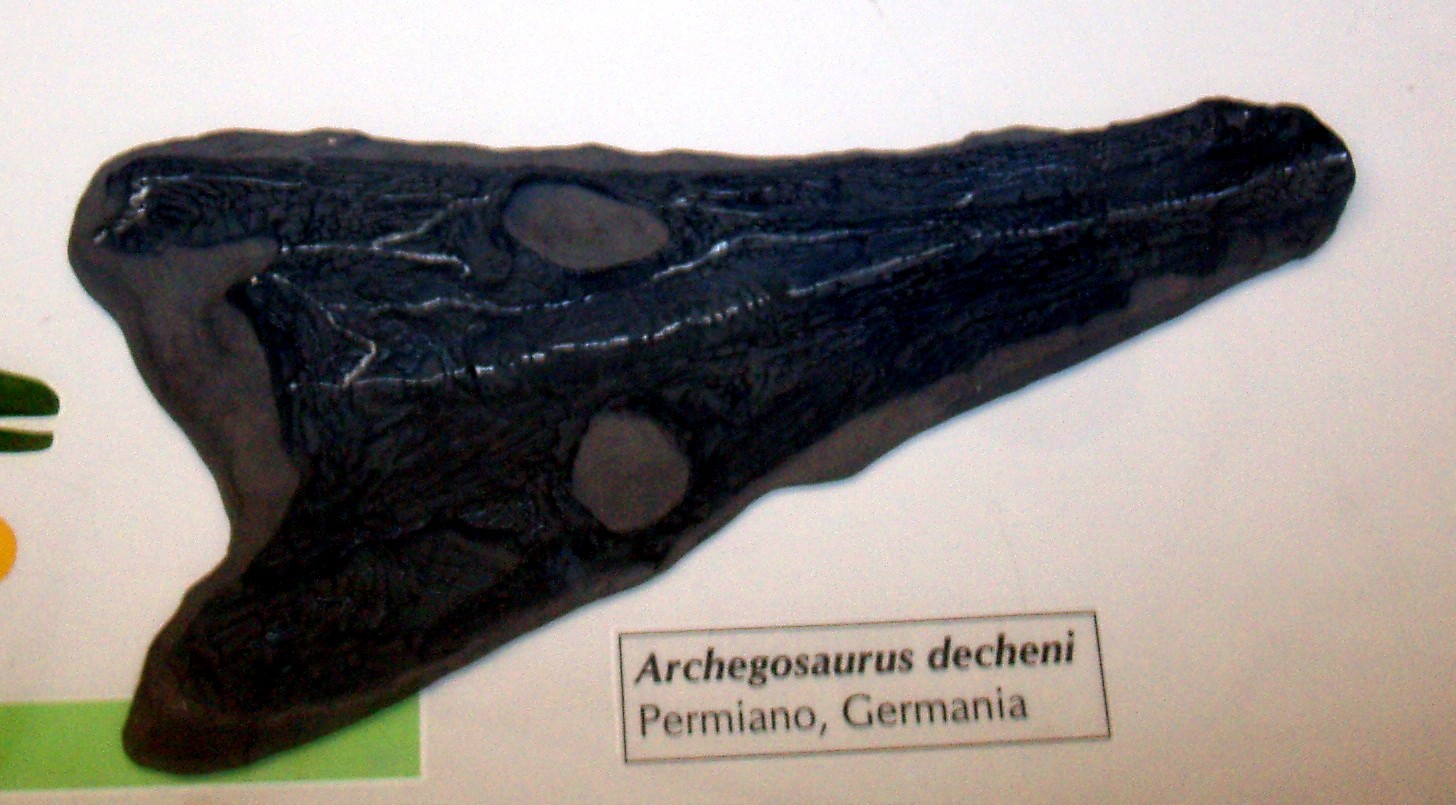
Crâne d’Aarchegosaurus decheni.

Le nom Archegosaurus a été donné par Goldfuss en 1847 sur la base de fossiles trouvés dans la formation de Meisenheim en Rhénanie-Palatinat. Cette formation contenait au moins 90 squelettes partiels (principalement des crânes) de cet amphibien. Archegosaurus est un membre des Archegosauridae, famille à laquelle il donne son nom.

## Description

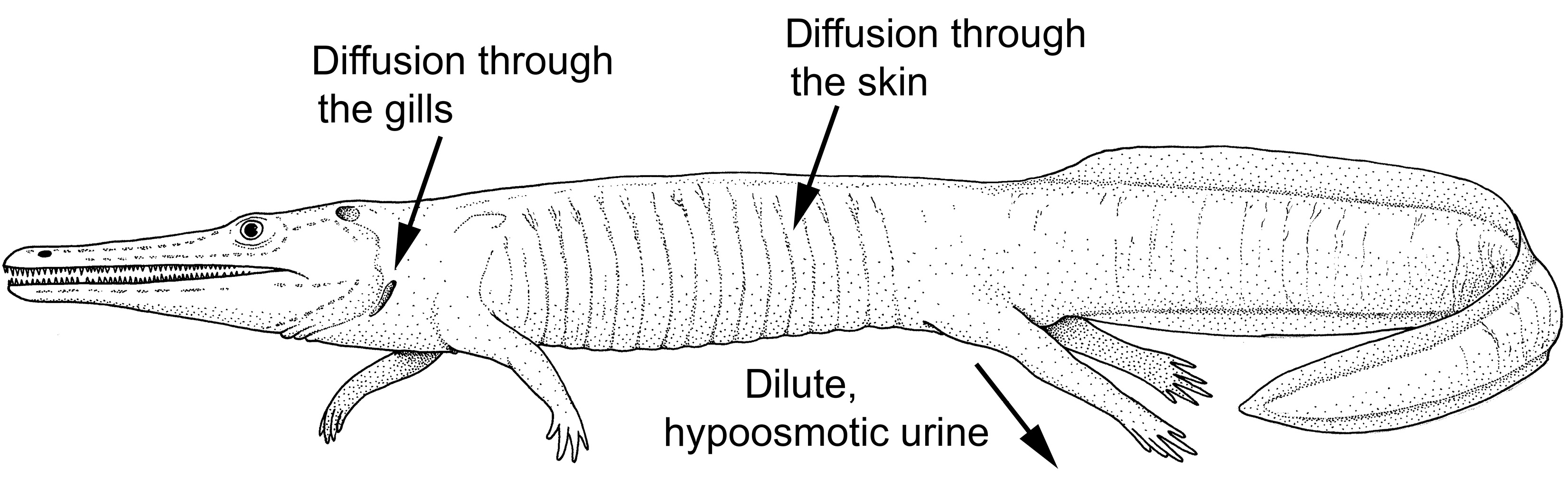
L'osmorégulation de l'archégosaure.

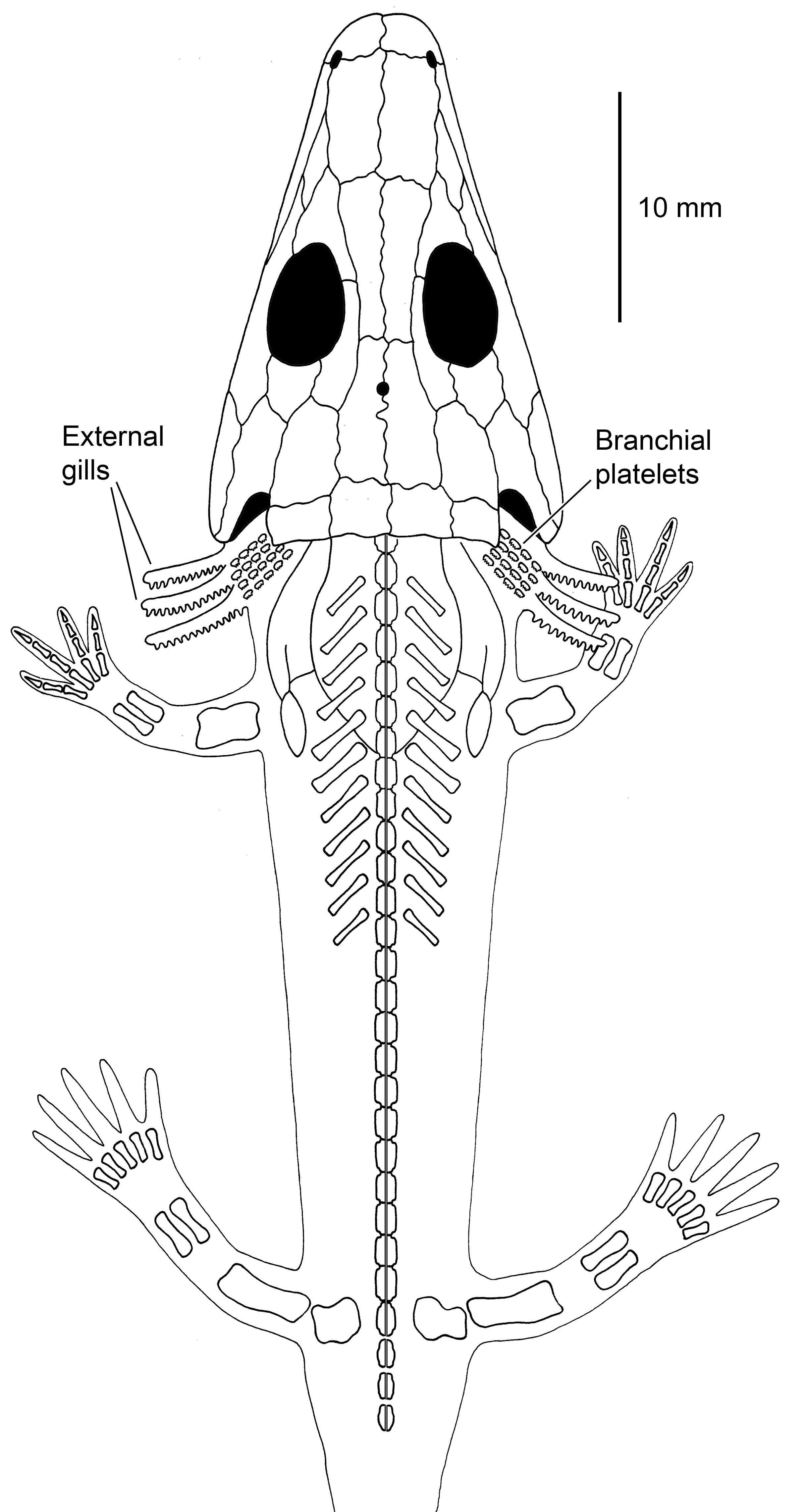
Têtard d'archegosaure.

Archegosaurus mesurait, à l'état adulte, environ 1,60 mètre. Une étude concernant son métabolisme, ses échanges gazeux, son osmorégulation et sa digestion suggère qu’Archegosaurus avait un mode de vie principalement aquatique comme les axolotl actuels et était carnivore.

## Classification
En 1938, la paléontologue Margaret C. Steen décrivit un temnospondyle datant du Permien au nord-est de la Bohême. Steen l'a nommé Memonomenos dyscriton sur la base d'un crâne qui était plus étroit que d'autres dans ce niveau stratigraphique. Il a été classé comme un anthracosaure, groupe étroitement lié aux reptiles. Ces deux Memonomenos et anthracosaures embolomères avaient des vertèbres divisées en plusieurs parties, avec un « pleurocentre » et « intercentre ». Les animaux avec ce type de vertèbres divisées étaient dits rhachitomes. Au début du XXe siècle, les paléontologues considéraient que les temnospondyles rhachitomes étaient les descendants des embolomères, et Steen considérait Memonomenos comme un lien entre ces deux groupes car Memonomenos avait de grandes plaques crâniennes tabulaires, comme les anthracosaures. 

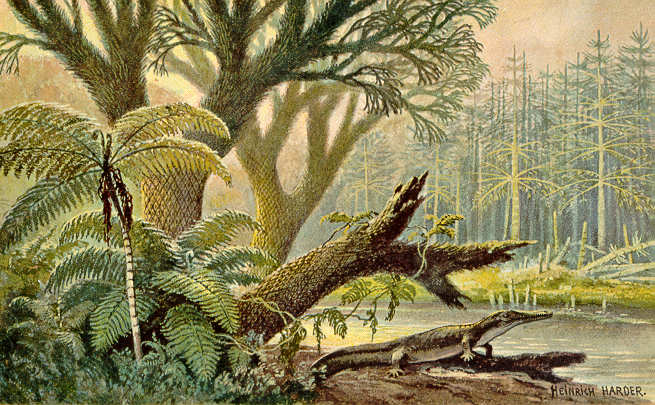
Un archégosaure sorti de l'eau, par le paléoartiste Heinrich Harder.

Temnospondyles et anthracosaures ont été plus tard trouvés à deux groupes liés lointainement, et le paléontologue Alfred Romer a placé Memonomenos dans Anthracosauria. Ce placement a été accepté jusqu'en 1978 lorsque Memonomenos a été réaffecté au genre Archegosaurus et classé comme un temnospondyle. Memonomenos dyscriton est devenu une deuxième espèce d' Archegosaurus, A. dyscriton.